# جوناثون سولومون
جوناثون سولومون هو عالم بيئة وسياسي أمريكي، ولد في 10 مارس 1932، وتوفي في 13 يوليو 2006.